# افتخار خان
افتخار خان هو حاكم كشمير المغولي بين عامي 1671 و1675.